# 金筠铁路
金筠铁路，位于四川省宜宾市南部。起自宜珙铁路金沙湾站，途经珙县、高县、筠连三县，至筠连站。全长74.015公里，正线长68.762。为运煤支线。

## 线路
桥梁达到51座，隧道30座13.969米，桥隧比27.3%。GK1型内燃牵引。上行2700吨，下行2300吨。限制坡度上行6‰，加力坡12‰；下行9‰，加力坡17‰. 到发线长550米。采用50kg钢轨。
2013年，该铁路核定货运能力达1000万吨/年

## 历史
1998年9月28日开工，于2003年8月铺通。投资达10.9亿元。